# Merrillanthus
Merrillanthus es un género monotípico de fanerógamas de la familia Apocynaceae. Su única especie es Merrillanthus hainanensis Chun & Tsiang. Es originaria de Asia en China (Hainan) en los bosques a baja a media altura.

## Descripción
Es una enredadera que alcanza los 3 m de altura. Las hoja con textura de papel, de 5-15 cm de largo y 2.5-8 cm de ancho, ovadas, obtusas basalmente, el ápice agudo o acuminado, adaxial glabra, abaxialmente escasamente vellosa (limitada a las venas).
Las inflorescencia]s son extra-axilares, solitarias, casi tan largas como las hojas adyacentes, con 7-10 flores, pubescentes en toda su superficie.

## Taxonomía
Merrillanthus hainanensis fue descrito por Chun & Tsiang y publicado en Sunyatsenia 6: 107–108, pl. 17–18. 1941.